# Kings Hill
Kings Hill är en ort och civil parish i grevskapet Kent i sydöstra England. Orten ligger i distriktet Tonbridge and Malling, cirka 9 kilometer väster om Maidstone. Tätorten (built-up area) hade 9 966 invånare vid folkräkningen år 2021.